# 樊亦敏
樊亦敏（英語：Amy Fan Yik Man，1971年5月28日—），香港影視女演員，1991年度香港小姐競選最上鏡小姐，現為香港無綫電視（TVB）經理人合約，前邵氏兄弟藝員及前亞洲電視女藝員，她憑《愛·回家之開心速遞》「白天娥（三太）」一角在《萬千星輝頒獎典禮2022》獲得「最受歡迎電視女角色」獎。

## 背景

### 成長與入行
樊亦敏早年於單親家庭成長，父母離異，其父（名樊志釗）後再婚，再育有一子名樊亦豪（醫生），其父及家人移居英國，多年後其父在英國病逝），曾居住在紅磡和香港島等地，後父為一名從事工程工作的日本人。樊亦敏畢業於天神嘉諾撒學校以及嘉諾撒聖瑪利書院，在校時參與校內中國舞活動，因其外表不俗，所以遭到同學排擠。她曾是一名哮喘患者，長期受過敏性哮喘和水腫問題影響，需常備救命針。她於小學六年級已參演吉百利朱古力廣告，直至中學階段獲黃百鳴相中加入「開心少女組」，卻未得父親贊成而婉拒。中學畢業後，由於後父想樊學懂以日語跟他溝通，所以便前往日本升學，在池袋板橋居住，兩年後畢業於東京國際大學附屬日本語學校。當年她趁暑假回港，碰巧遇上香港小姐競選報名期，其母親在未有知會她的情況下替她報名，結果以20歲之齡參加1991年度香港小姐競選且獲得最上鏡小姐獎項；其後加入無綫電視成為旗下藝員，同年開始拍攝電視劇，首部參演的電視劇為《三喜臨門》，第二部為《他來自天堂》，當年她擔任該劇的第三女主角，飾演余慈恩一角。此外，於電視劇《大捕快》中擔任第三女主角，飾演韓翠芝一角。

### 來往中港兩地發展
樊亦敏在1991年至1994年期間因患上免疫系統疾病而脫髮，所以參選港姐時電視台要給她特別安排。及後在1996年，樊亦敏約滿無綫電視後離開，並北上發展。同年於中國大陸拍攝了《太極宗師》。2000年憑中國大陸電視劇《楊總正傳》出色的演出獲得北京電視週刊電視獎最受歡迎女主角及國家廣播電影電視總局飛天獎三等女主角獎，演技備受肯定，更是首位香港女演員入圍飛天獎女主角提名。她之所以在北上衝刺時期選擇返回香港發展與時常要入醫院治病有關。加上中國內地生活環境質素一般。樊唯有留港繼續其演藝事業，減少到內地拍攝。 後來，她於2007年加入亞洲電視成為旗下藝員，接拍《靈舍不同》及《勝者為王2008》等電視劇以及主持《師奶我最大》等節目。2009年11月約滿亞洲電視後離開，繼續於中國大陸發展演藝事業。其後在2011年參與電視劇《女人多自在》的演出。她於2012年3月重返無綫電視，接拍《雷霆掃毒》、《仁心解碼II》及《師父·明白了》等電視劇。2014年開始成為監製方駿釗及梁材遠的常用演員。
2017年起，樊亦敏於無綫電視長篇處境喜劇《愛·回家之開心速遞》中飾演「白天娥」一角，更憑此角色大熱奪得《萬千星輝頒獎典禮2022》「最受歡迎電視女角色」，並入圍「最佳女配角」最後十強。
2024年2月由基本合約改為經理人合約。

### 事件
2019年1月26日，樊亦敏因接獲一名九旬友人彌留的消息，故於清晨趕赴伊利沙伯醫院探望，但於情急下將座駕錯誤停泊於職員專用車位，而被保安員鎖上車輪。其後樊亦敏與保安出現爭執，至繳交解鎖費後獲保安解鎖而解決事件，但樊亦敏不滿保安員鎖車時刮花其座駕沙板而考慮索償，同時亦不滿事件被多份報章所報道而被指乘機宣傳。

## 演出作品

### 電視劇（無綫電視）
| 首播       | 劇名               | 角色                   |
| 1991年     | 三喜臨門           | Betty                  |
| 1992年     | 他來自天堂         | 余慈恩                 |
| 1993年     | 雌雄大老千         | 陳寶蓮                 |
| 1993年     | 馬場大亨           | 梅                     |
| 1993年     | 少年五虎           | 劉愛芝                 |
| 1993年     | 龍兄鼠弟           | 李月明                 |
| 1994年     | 成日受傷的男人     | 王敏絲                 |
| 1994年     | 天子屠龍           | 瑪格爾                 |
| 1995年     | 大捕快             | 韓翠芝                 |
| 1995年     | 刀馬旦             | 葉赫那拉.賈珍          |
| 1995年     | O記實錄            | 樊燕珊                 |
| 1995年     | 刑事偵緝檔案II     | 楊莉莉（Lily）         |
| 1995年     | 娛樂插班生         | 曾系冧                 |
| 1996年     | 聊齋之秋月還陽     | 袁圓圓                 |
| 1996年     | 聊齋之翁婿鬥法     | 石小英                 |
| 2012年     | 雷霆掃毒           | 謝韻怡（Wendy）        |
| 2013年     | 仁心解碼II         | 徐潔心                 |
| 2013年     | 師父·明白了        | 莫愁思                 |
| 2014年     | 單戀雙城           | 羅書舒                 |
| 2014年     | 廉政行動2014之明日 | Betty表姐              |
| 2014年     | 載得有情人         | 洪麗莎                 |
| 2015年     | 收規華             | 顧秀馨（Sophie）       |
| 2015年     | 梟雄               | 銀 馨                  |
| 2016年     | 末代御醫           | 瑜貴妃                 |
| 2016年     | 愛·回家            | 范淑娥                 |
| 2016年     | 火線下的江湖大佬   | 葉芳菲                 |
| 2017年至今 | 愛·回家之開心速遞  | 白天娥（三太）         |
| 2017年     | 財神駕到           | 何艷紅                 |
| 2017年     | 我瞞結婚了         | 紀吳馨香               |
| 2017年     | 全職沒女           | 冼志強（C.K.、冼小姐） |
| 2017年     | 雜警奇兵           | 黃紫晶                 |
| 2017年     | 誇世代             | 黎水珠                 |
| 2018年     | 波士早晨           | 張曉君（Jessica）      |
| 2018年     | 果欄中的江湖大嫂   | 羅月玲／羅月桂         |
| 2019年     | 包青天再起風雲     | 文端                   |
| 2019年     | 街坊財爺           | 馮小嫻                 |
| 2020年     | 黃金有罪           | 溫麗萍                 |
| 2020年     | 大醬園             | 嚴 瑛                  |
| 2020年     | 降魔的2.0          | Amy                    |
| 2020年     | 殺手               | 萬天紅                 |
| 2021年     | 失憶24小時         | 金清鈴                 |
| 2021年     | 大步走             | 芬妮母                 |
| 2021年     | 欺詐劇團           | 華 姐                  |
| 2021年     | 七公主             | 馬慧蘭                 |
| 2021年     | 我家無難事         | 崔碧茜                 |
| 2021年     | 換命真相           | Gloria                 |
| 2021年     | 十月初五的月光     | 慧                     |
| 2021年     | 異搜店             | 黃少娣                 |
| 2022年     | 金宵大廈2          | 吳周小紅               |
| 2022年     | 美麗戰場           | 樊小娟（Cat姐）        |
| 2022年     | 超能使者           | 台灣婆                 |
| 2023年     | 隱形戰隊           | 顧晨麗（Morning）      |
| 2024年     | 本尊就位           | 何 仙                  |
| 2024年     | 神耆小子           | 洪玫瑰                 |
| 2024年     | 異空感應           | 方以慧                 |
| 2025年     | 奪命提示           | 姜千嬌                 |

### 電視劇（亞洲電視）
| 首播   | 劇名           | 角色           |
| 2007年 | 靈舍不同       | 神 鳳          |
| 2007年 | 十六不搭喜趣來 | 白雪天／達雪端 |
| 2010年 | 勝者為王       | 沈鳳鳴         |

### 電視劇（其他）
| 首播   | 劇名                           | 角色         |
| 1998年 | 太極宗師                       | 陳少琪       |
| 1999年 | 神捕之雙燕屠龍                 | 柳若水       |
| 2000年 | 楊總正傳                       | 姚 姚        |
| 2000年 | 武狀元蘇燦                     | 龍 眼        |
| 2001年 | 棋武士                         | 冷 艷        |
| 2004年 | 十天十夜                       | 蘇 琳        |
| 2007年 | 將計就計                       | 王 蕾        |
| 2010年 | 有房出租2010                   | Miss Chan    |
| 2010年 | 反斗英語：廚神來了             | Connie       |
| 2011年 | 女人多自在：生日快樂           |              |
| 2011年 | 非常平等任務：裙褲懸殊         | 校 长        |
| 2012年 | 賭海迷徒2012之褪色媽媽         | 安妮塔       |
| 2012年 | 火速救兵II：勇者無懼           | 馮 太        |
| 2012年 | 私隱何價：真相                 | 黄 森        |
| 2016年 | 私隱何價II：師奶．毛筆．大抽獎 | 黃師奶 阿 敏 |
| 2018年 | 苟且不偷生（網絡劇）           | 珊 姐        |
| 2022年 | 獅子山下的故事                 | 甄茜美       |

### 電視節目（無綫電視）
| 年份          | 節目                    | 性質 |
| 1991年        | 華東水災賑災之夜        | 演出 |
| 1991年        | 佳人有約                | 主持 |
| 1992年        | 巴塞隆拿奥運-午間直播室 | 主持 |
| 1992-1993年   | 週末任你點              | 主持 |
| 1993-1994年   | 勁歌金曲                | 主持 |
| 1993年        | 卿撫你的心              | 嘉賓（第12集） |
| 1995年        | 花弗新世界              | 嘉賓 |
| 1996年        | 超級無敵獎門人          | 嘉賓（第14集） |
| 1997年        | 人生交叉點              | 演出（第16集） |
| 2002年        | 智在必得                | 嘉賓（第74集） |
| 2012年        | 姊妹淘                  | 嘉賓（第27、49、50、51集） |
| 2012年        | 今日VIP                 | 嘉賓（2012-04-05） |
| 2015年        | 今日VIP                 | 嘉賓（2015-08-31） |
| 2015年-2019年 | 兄弟幫                  | 嘉賓（第1397、1402、1524、1525、1603、1604、1661、1662、1783、1784、1882、1887、1919、1920、1996、2002、2050、2051、2072、2073、2116、2121、2153、2154、2198、2203、2208、2213、2281、2290、2340、2345集） |
| 2016年        | Sunday好戲王            | 嘉賓（第22集） |
| 2017年        | 勁歌金曲                | 嘉賓 (2017-01-28) |
| 2017年        | 最緊要好玩              | 演員（第7、8、14、16、17、18、19、21、22集、消暑版 第3集、消暑版 第5集） |
| 2018年        | 流行經典50年            | 《我不是歌手》嘉賓（第22集）、嘉賓（第58集） |
| 2018年        | 一周八爪娛              | 《一周一星》嘉賓（2018-01-27） |
| 2018年        | 新春開運王              | 嘉賓（第12集） |
| 2018年        | 勁歌金曲                | 嘉賓主持 (2018-03-25) |
| 2018年        | 今日VIP                 | 嘉賓 (2018-04-02) |
| 2018年        | 古巨基初心再體驗        | 嘉賓 |
| 2018年        | 深夜美食團              | 嘉賓（第13集） |
| 2023年        | 我和媽咪有個約會        | 演出 |
| 2023年        | 勁歌43年情．讓音樂高飛  | 嘉賓 |
| 2023年        | 善心滿載仁愛堂          | |
| 2024年        | 獎門人春節感謝祭        | |

### 電視節目（亞洲電視）
| 年份   | 節目                    | 性質 |
| 2008年 | 師奶我最大              | 主持 |
| 2008年 | 秋風起 食得喜           | 主持 |
| 2008年 | AV事務所(電視節目) (SP) | 主持 |
| 2008年 | 師奶你好野              | 主持 |

### 配音
| 首映   | 作品名稱         | 配演角色 | 角色演員    | 備註                          |
| 2022年 | 蜘蛛俠：不戰無歸 | 梅·帕加  | 瑪麗莎·杜美 | TVB《好聲好戲》第二屆畢業作品 |

### 電影
- 現代灰姑娘 (電視電影) (1994)
- 風塵三女俠 (1994)
- 青春火花 (1994) 飾 莊瑪莉／花名：港同盟
- 金玉滿堂 (1995) 飾 趙港生前女友
- 失槍四十八小時 (電視電影)(1996)
- 街女 (2000) 飾 中學教師
- 現代灰姑娘 (2002)
- 多重彩 (2003)
- 網吧驚魂 (2003)
- 幕後殺手 (2003)
- 我老婆系特工 (2003)
- 某年、某月、某日 (2003)
- 三言兩拍之煉金術 (2003)
- 三言兩拍之行樂圖 (2004)
- 金鴨 (2004)
- 阿嫲出更 (2005) 飾 鄭x如（女主角：中國深圳的女公安）
- 追魂奪命劍 (2006)
- 得閒炒飯 (2010) 飾 Anita的同事
- 2013我愛HK恭囍發財 (2013)
- 華麗上班族 (電影) (2015) 飾 葉律師

## 電台節目
- 2015年10月19日：新城知訊台《恐怖熱線》 - 專訪嘉賓
- 2017年5月13日：商業電台《公子會》 - 專訪嘉賓
- 2019年5月13日至17日：香港電台《守下留情》 - 專訪嘉賓

## 音樂影片演出
- 李克勤 - 《一生想你》
- 陳百強 - 《只因愛你》
- 黎明 - 《是愛是緣》
- 譚詠麟 - 《情憑誰來定錯對》
- 張學友 - "你不再說愛我" 1991

## 音樂作品
- 2016年：《伊人當自強》 - 與馬蹄露、康華合唱（曲：徐洛鏘，詞：MastaMic）
- 2017年：《財神駕到》  -  與黎耀祥、單立文、何廣沛及傅嘉莉合唱

## 曾獲獎項
- 1991年香港小姐競選 ——最上鏡小姐
- 2000年北京電視週刊電視獎 ——最受歡迎女主角（楊總正傳）
- 第二十一屆國家廣播電影電視總局飛天獎 ——女主角三等獎（楊總正傳）
- 好聲好戲第二季傑出聲演總冠軍
- 萬千星輝頒獎典禮2022最受歡迎電視女角色

## 外部連結
- 樊亦敏的Instagram帳戶
- 91香港小姐—樊亦敏介紹
- 樊奕敏的廣播 - TVB藝人微博 - tvb.com

| 前任： 袁詠儀 | 香港小姐競選最上鏡小姐 1991年 | 繼任： 盧淑儀 |